# La Escondida (Chile)
La Escondida es una mina de cobre a 3100 metros (3390,2 yd) sobre el nivel del mar, en el de desierto de Atacama en la Región de Antofagasta, Chile.

## Geología
El depósito de La Escondida es uno de un grupo de pórfidos cupríferos en un área alargada de unos 18 km en dirección norte-sur y 3 km en dirección este-oeste, y está asociado con los 600 km de longitud del sistema de la Fisura Oeste (Falla Oeste), que a su vez está asociado a la mayoría de los principales yacimientos de pórfidos chilenos. Un casquete estéril y lixiviado, en lugares de hasta 300 metros de espesor, se superpone a una zona gruesa de mineralización supergénica secundaria de alto grado del yacimiento principal, en gran parte con calcosina y covellina, que a su vez se superpone a la mineralización primaria inalterada de calcopirita, bornita y pirita.

### Reservas
A mediados de 2007, La Escondida tenía reservas totales probadas y probables de 34,7 millones de toneladas de cobre, de las cuales se estima que 22,5 millones de toneladas son recuperables. Los recursos totales (incluidas las reservas) fueron de 57,6 millones de toneladas de cobre, de las cuales se deben recuperar 33,0 millones de toneladas. A partir de 2019, el recurso conocido es de 21 700 millones de toneladas con un 0,54 % de cobre, incluyendo La Escondida y los depósitos adyacentes. La minería y las industrias auxiliares aportan el 2,5% del PIB de Chile.

## Operación

Esquema del funcionamiento de la mina Escondida. Fuente: Dafne Celis Sepúlveda.

La mina es operada por Minera Escondida. El mineral sulfurado, que aporta el 77% de la reserva de cobre recuperable, se tritura y muele en una de las dos concentradoras y el concentrado de cobre se separa mediante flotación por espuma. Se recupera aproximadamente el 86% del cobre. Se canaliza hasta el puerto de Coloso, donde se deshidrata antes de su envío. El mineral de óxido, con 4% de cobre recuperable, se tritura, aglomera y luego se lixivia con ácido en grandes pilas, y el cobre se recupera de las soluciones de lixiviación como cátodo de cobre en una planta de extracción por solventes/electroobtención (SX/EW). La recuperación es del 68%. El mineral sulfurado de baja ley aporta el 19% del cobre recuperable. También se tritura y se vierte en grandes montones, pero aquí la lixiviación se produce por oxidación inducida por microorganismos. El cobre también se recupera por SX/EW.
En 2006 se extrajeron 338,6 millones de toneladas (928.000 toneladas por día), de las cuales 251,5 millones de toneladas fueron estériles y minerales oxidados. El mineral de sulfuro totalizó 87,1 millones de toneladas o 239.000 toneladas por día. Los dos campamentos mineros, San Lorenzo y 2000, atienden diariamente a 7.000 personas. La capacidad actual de La Escondida es de alrededor de 1,4 millones de toneladas de producción de cobre por año, lo que la convierte en la mina de cobre más grande del mundo.
En 2005, se solicitó a Degrémont Industry que instalara una nueva planta de ósmosis inversa de agua de mar con capacidad para producir 12 millones de galones de agua dulce por día.
La construcción de los campamentos de alojamiento de la fuerza laboral y las oficinas de campo son servicios necesarios para que la mina esté operativa, en este sentido, Tecno Fast en 2012 fue contratado para construir la segunda fase del respectivo campamento de alojamiento de la fuerza laboral para Mina Escondida.
BHP compra 3 TWh de electricidad al año para operar las minas Escondida y Spence (1.640 m de altitud), donde la energía solar supera los 3.000 kWh/m 2 al año.